# Leucania cinerea
Leucania cinerea là một loài bướm đêm trong họ Noctuidae.